# Парфианович, Иосиф Антонович
Иосиф Антонович Парфиано́вич (4 сентября 1902, Лепель — 4 августа 1993) — физик, основатель научной школы по люминесценции и радиационной физике. Доктор физико-математических наук (1958), профессор (1960). Заслуженный деятель науки РСФСР (1970).

## Биография
И. А. Парфианович родился в  городе Лепель Витебской губернии (ныне в Витебской области Белоруссии). В 1917 году семья переехала в Иркутск. В 1921 г. окончил школу и поступил в Политехнический практический институт. В 1923 г. переведён на второй курс Иркутского государственного университета. После окончания в 1926 году университета остался в нём работать: ассистент кафедры физики, аспирант по кафедре общей и теоретической физике.
В 1930 г. избран доцентом и заведующим кафедры физики, с 1 октября 1931 г. заведующим физическим отделением, с 1933 г. деканом физико-математического факультета. В 1931—1949 гг. исполнял обязанности профессора кафедры физики, в 1960 г. утверждён в звании профессора кафедры физики. В 1974—1986 гг. директор НИИ прикладной физики при ИГУ.
Депутат Верховного Совета СССР (1966).

## Научная деятельность
И. А. Парфиановичу принадлежат работы в области люминесценции кристаллических веществ, исследованию люминесценции и центров окрашивания в щелочно-галоидных фосфорах, природы локальных состояний в ионных кристаллах, термо-, фотостимулированную и рентгенолюминесценции, дозиметрических свойств ряда монокристаллов.

В 1958 г. на Учёном совете Московского государственного университета защитил докторскую диссертацию «Люминесценция и центры окраски щелочно галоидных фосфоров, возбужденных рентгеновскими лучами». А. И. Парфианович является автором 325 научных работ, подготовил более 50 кандидатов и 10 докторов физико-математических наук.

## Награды
- В 1953 году награждён орденом Ленина[1].